# Adeliza av Louvain
Adeliza av Leuven, född 1103, död 1151, var drottning av England 1121–1135 som andra hustru till Henrik I av England. Hon var dotter till greve Godfrey I av Leuven och Ida av Namur.

## Biografi
Adeliza av Louvain gifte sig med kung Henrik 1121 då hon anses ha varit mellan femton och arton år, och han var femtiotre. Det enda skälet till att han gifte om sig antas vara att han ville ha en manlig tronföljare. Trots att han har rekordet i illegitima barn för en engelsk kung saknade han en legitim son. Henriks ende legitime manliga arvtagare William Adelin, dog under Vita skeppets förlisning 1120.
Adeliza beskrivs som vacker och kallades "Den vackra jungfrun från Brabant". Leuven och England hade en gemensam fiende i Brabant, vilket var de troliga skälen till valet av make: hennes far var också vasall till Henriks svärson, den tysk-romerske kejsaren, som tros ha hjälpt till att arrangera äktenskapet. Det nästan femtonåriga äktenskapet blev dock barnlöst.
Under sin tid som drottning spelade Adeliza en mindre dominant och självständig roll än de flesta andra anglo-normandiska drottningar och tycks inte ha gjort sig själv bemärkt inom varken politiken, kulturen eller något annat område. Det är inte känt om detta berodde på hennes egen personlighet eller för att Henrik föredrog det så. Hon uppfyllde dock sin traditionella roll som beskyddare av författare och konstnärer, och följde med Henrik på hans resor. Hon ska också ha författat en biografi på vers över Henrik, men det är obekräftat.
Då maken dog 1135 levde Adeliza den närmaste tiden som änka i klostret i Wilton Abbey, i närheten av Salisbury. Eftersom hon fortfarande var ung, kom hon ur sorgen före 1139 och gifte sig med William d'Albini, som varit en av Henriks chefsrådgivare. Hon hade med sig en drottnings hemgift, där det stora slottet Arundel ingick, och kung Stefan gjorde d'Albini till earl av Arundel. Sju av deras barn överlevde. Bland ättlingarna från detta äktenskap fanns två flickor som kom att bli drottningar men fick ett tragiskt öde: Anne Boleyn och Katarina Howard.
Adeliza av Louvain tillbringade sina sista år i ett kloster i Affligem i Brabant.